# نشریه‌های بوشهر

آگهی انتشار نشریه نسیم جنوب

بوشهر سابقه صد ساله در داشتن مطبوعات دارد. تبادل فرهنگی، اقتصادی و سیاسی بوشهر با نقاط دیگر جهان موجب ارتقاء فرهنگی سیاسی و گسترش نشر و چاپ روزنامه‌ها و هفته‌نامه‌های مختلف از دوران مشروطیت در بوشهر شده‌است.
روزنامه‌ها و هفته‌نامه‌هایی چون ندای جنوب، سنگلاخ، دریا کنار، پست خلیج، عرشه، طلوع، مظفری، اصلاح، ندای حق و ... در دهه‌های گذشته تا زمان کودتای سال ۱۳۳۲، در بندر بوشهر، چاپ، نشر و توزیع می‌شده‌است.
بعد از انقلاب ایران با تأخیر چند ساله، اولین هفته نامهٓ بوشهر «آئینه جنوب» در سال (۱۳۷۳) توسط محمد دادفر (نماینده اسبق بوشهر در مجلس شورای اسلامی) نشر و توزیع گردید که از همان شماره‌های اول، ضمن اطلاع رسانی، تاریخ و فرهنگ جنوب و بوشهر را به خوانندگان خود بازمی‌شناساند. آئینه جنوب پس از سال‌ها فعالیت در پایان کار خود به صورت یک روزنامه کشوری درآمد که تنها با چاپ چند نسخه تعطیل گردید. 
پس از آینه جنوب، دو هفته‌نامه‌ی محلی «پیام جنوب» و «نسیم جنوب» در استان بوشهر فعالیت رسانه‌ای خود را آغاز کردند. این نشریات، در ابتدا با چند پیش‌شماره منتشر شدند و به‌تدریج جای خود را در فضای رسانه‌ای استان باز کردند.
«نسیم جنوب» به مدیریت یونس قیصی‌زاده، با رویکردی اصلاح‌طلبانه پا به عرصه گذاشت و تلاش داشت در مسیر اعتدال و حمایت از جریان دوم خرداد حرکت کند. در مقابل، «پیام جنوب» با سردبیری علیرضا شیرکانی، مشی انتقادی‌تری اتخاذ کرد و حتی در نخستین پیش‌شماره‌های خود، با جسارت به موضوعات حساسی چون قتل‌های زنجیره‌ای پرداخت و مقالاتی با عناوینی چون «صدای پای فاشیسم» را منتشر ساخت.
تفاوت رویکرد این دو نشریه، بازتابی از فضای پویای سیاسی و اجتماعی آن سال‌ها در بوشهر بود؛ سال‌هایی که جامعه با موجی از تحولات فکری و سیاسی روبه‌رو بود و مطبوعات محلی نیز بازتابی از آن تحولات به‌شمار می‌آمدند.
اکنون هفته‌نامه نسیم جنوب قدیمی‌ترین نشریه در حال انتشار بوشهر از اسفندماه ۱۳۷۶ تاکنون است. یکی از نخستین دبیران و نویسندگان این نشریه منوچهر آتشی، شاعر فقید، بود که تا سال فوت با نسیم جنوب همکاری داشت. سردبیر و مدیر مسئول نسیم جنوب از ابتدا تاکنون یونس قیصی زاده بوده‌است. نسیم جنوب از نشریات اصلاح طلب به‌شمار می‌آید.

## نشریات بوشهر
نشریات قدیمی بوشهر تا کودتای سال ۱۳۳۲ ش:
دوره قاجاریه: 
- طلوع (۱۳۱۸ ق)
- مظفری (۱۳۱۹ ق)

دوره پهلوی اول: 
- ندای حق (۱۳۰۴ ش)
- خلیج ایران (۱۳۰۷ ش)
- نورافشان (۱۳۰۹ ش)

دوره پهلوی دوم: 
- دیلی‌نیوز (۱۳۲۱ ش)
- ندای جنوب (۱۳۲۹ ش)
- دریاکنار (۱۳۳۰ ش)[۳]
- سنگلاخ (۱۳۳۰ ش)
- پست خلیج (۱۳۳۱ ش)
- عرشه (۱۳۳۱ ش)

نشریات بوشهر در زمان انقلاب به ترتیب تاریخ:
- آئینه جنوب (۱۳۷۳)
- آوای بوشهر (۱۳۷۳)، یک شماره
- نسیم جنوب (۱۳۷۶)
- پیام جنوب (۱۳۷۶)
- پیغام (۱۳۷۷)
- طب جنوب (۱۳۷۷)
- نصیر بوشهر (۱۳۷۸)
- لیان (۱۳۷۸)
- خلیج فارس (۱۳۷۸)
- اتحاد جنوب (۱۳۷۸)
- آوای بهارستان (۱۳۸۱)
- آوای نخلستان (۱۳۸۰)، نشریه دانشجویان بوشهری دانشگاه رجایی تهران
- دریادلان (۱۳۸۱)
- بیرمی (۱۳۸۲)
- دریای جنوب (۱۳۸۲)
- اروند (۱۳۸۳) - روزنامه‌ای که از ابتدای مهرماه ۱۴۰۳ به استان بوشهر منتقل شد.
- صدای بوشهر (۱۳۸۳)
- مهرویان (۱۳۸۳)
- اندیشه جنوب (۱۳۸۳)
- سراج (۱۳۸۳)
- پیام عسلویه (۱۳۸۳) بوشهر امروز پارس جنوبی  رویداد پارس نیاز بازار انرزی پارس  رویداد اقتصادی نفت جنوب
- نخ نيوز (١٣٨٧)
- نسیم جم(1394)
- دریاکنار (۱۳۹۶) بازگشت دریاکنار پس از ۶۶ سال به بوشهر [۵]

نشریه صدای بوشهر در سال ۱۳۵۷ توسط ابوالقاسم ایرانی منتشر می‌شد.